# Fort de la Turra
Le fort de la Turra est une fortification d'altitude située sur la commune de Val-Cenis, dans le département de la Savoie. Il est construit par les Français à partir de 1893 selon le système Séré de Rivières pour s'opposer aux forts italiens.

## Histoire
À la fin du XIXe siècle avec la montée de la tension entre la France et le royaume d'Italie, il est décidé d'améliorer la surveillance du plateau du Mont-Cenis qui est une porte d'entrée en Savoie. Il est donc décidé de construire un fort au-dessus du col du Mont-Cenis. La construction débute vers 1891-1893 et s'achève entre 1900 et 1910 selon le système de défense Séré de Rivières,. Le fort fait face aux forts italiens de Pattacreuse (it), de Ronce ou du Malamot (it). Dès l'entame de sa construction, en 1893, le 13e bataillon de Chasseurs à Pied, de Chambéry qui occupe le quartier Napoléon à Lanslebourg, déploie une garnison dans les baraquements du Fort de la Turra.
La baisse de la tension entre les deux pays voit le fort passer sous un simple gardiennage civil mais cela ne dure pas, puisqu'avec la montée du fascisme, un regain de tensions oblige les militaires à réinvestir le fort entre la fin des années 1920 et le début de 1930.
Durant la deuxième guerre mondiale, les italiens attaquent le fort en juin 1940. Le fort est occupé par des chasseurs éclaireurs du 15e bataillon de Chasseurs alpins, et une section du 281e régiment d'infanterie commandés par le sous-lieutenant Prudhon (du 71e bataillon de forteresse) et le sous-lieutenant Chandéris (du 164e régiment d'artillerie). Les troupes françaises résistent en infligeant de lourdes pertes à l'armée italiennes et ne quittent le fort qu'après l'armistice, le 1er juillet 1940 avec leurs armes et les honneurs rendus par les troupes italiennes. De nouveaux combats s'y dérouleront en octobre 1944 et conduiront à l'incendie de Lanslevillard,.
En 1947, le traité de Paris le plateau du Mont-Cenis, fortifications comprises passe entièrement à la république française.
Des campagnes de travaux de réhabilitations sont en cours.

## Description
Le fort est à 2 507 mètres d'altitude à l'ouest du col du Mont-Cenis et surplombant le lac du Mont-Cenis.
Du côté de Lanslebourg, le fort est constitué d'un long rempart avec des galeries taillées dans le roc. La galerie donne accès à quatre batteries situées dans des embrasures permettent de contrôler le plateau du Mont-Cenis et de barrer l'accès à la vallée de la Maurienne.
À l'extérieur, se situe un bâtiment servant de baraquement et de réserve permettant de loger les 288 hommes de la garnison (à sa construction).
L'armement est initialement constitué de six canons de 120 L. En 1940, son armement consiste en deux canons de 75 modèle 1897, deux à quatre mortiers de campagne de 81 mm (diffère selon les sources) et des mitrailleuses,.